# Новогвинейский филандер
Новогвинейский филандер (лат. Thylogale brunii) — сумчатое млекопитающее семейства кенгуровых. Видовое название дано в честь Корнелиса де Брюйна (1652—1727), нидерландского художника, который в 1714 году впервые привёз в Европу австралийских кенгуру..
Проживает в южной и крайней юго-восточной части острова Новая Гвинея, на островах Ару и Кай. Живёт в низменных первичных влажных тропических лесах, саваннах — лесной мозаике, деградированных лесах. Связан только с галерейным лесом в южной части своего ареала и не встречается в соседних лугах.
Об образе жизни животных известно мало. Они активны ночью, а днём спят в густом подлеске. Питаются травой и листьями вдоль границы леса.
Серьезной угрозой является охота людей с собаками ради мяса. Охота привела к истреблению вида в северо-восточной части ареала, в районе Порт-Морсби. Вид не встречается в природоохранных зонах.